# Kasachischer Fußballpokal 2001
Der Kasachische Fußballpokal 2001 war die zehnte Austragung des Pokalwettbewerbs im Fußball in Kasachstan nach der Unabhängigkeit von der Sowjetunion. Pokalsieger wurde FK Qairat Almaty, der sich im Finale gegen Titelverteidiger Schenis Astana durchsetzte. Der Wettbewerb wurde wieder im Kalenderjahr ausgetragen.
Durch den Sieg im Finale qualifizierte sich Qairat für die Qualifikationsrunde im UEFA-Pokal 2002/03.

## Modus
Außer im Finale wurde der Sieger in Hin- und Rückspiel ermittelt. Bei Torgleichheit entschied zunächst die Anzahl der auswärts erzielten Tore, danach eine Verlängerung und schließlich das Elfmeterschießen.

## 1. Runde
| Datum             |                 | Gesamt |           | Hinspiel | Rückspiel |
| ----------------- | --------------- | ------ | --------- | -------- | --------- |
| 05.05./13.05.2001 | FK Aqtöbe-Lento | 1:3    | FK Atyrau | 1:1      | 0:2       |

## Achtelfinale
| Datum             |                        | Gesamt |                          | Hinspiel | Rückspiel |
| ----------------- | ---------------------- | ------ | ------------------------ | -------- | --------- |
| 22.05./26.05.2001 | Schenis Astana         | 2:1    | Schachtjor-Ispat-Karmet  | 1:1      | 1:0       |
| 22.05./26.05.2001 | Jelimai Semipalatinsk  | 3:4    | Tobol Qostanai           | 3:1      | 0:3       |
| 22.05./26.05.2001 | Wostok-Altyn Öskemen   | 1:3    | FK Atyrau                | 1:1      | 0:2       |
| 22.05./26.05.2001 | FK Taras               | 1:3    | FK Qairat Almaty         | 1:2      | 0:1       |
| 22.05./26.05.2001 | Qaisar Qysylorda       | 4:2    | FK Mangytau Aqtau        | 3:0      | 1:2       |
| 22.05./26.05.2001 | FK Ekibastus-NK        | 1:3    | Jessil Kökschetau        | 1:0      | 0:3       |
| 22.05./26.05.2001 | FK Dostyk Schymkent    | 4:6    | Jessil-Bogatyr Petropawl | 3:0      | 1:6       |
| 22.05./26.05.2001 | Schetissu Taldyqorghan | 0:6    | Ertis Pawlodar           | 00:3 1   | 00:3 1    |

## Viertelfinale
| Datum             |                  | Gesamt |                          | Hinspiel | Rückspiel |
| ----------------- | ---------------- | ------ | ------------------------ | -------- | --------- |
| 27.10./01.11.2001 | Schenis Astana   | 4:1    | Jessil Kökschetau        | 3:1      | 1:2       |
| 27.10./01.11.2001 | Tobol Qostanai   | 4:1    | Jessil-Bogatyr Petropawl | 3:1      | 2:2       |
| 27.10./01.11.2001 | Qaisar Qysylorda | 1:5    | FK Atyrau                | 1:1      | 0:4       |
| 27.10./01.11.2001 | Ertis Pawlodar   | 1:2    | FK Qairat Almaty         | 0:0      | 1:2       |

## Halbfinale
| Datum             |                  | Gesamt |                | Hinspiel | Rückspiel |
| ----------------- | ---------------- | ------ | -------------- | -------- | --------- |
| 06.11./11.11.2001 | Schenis Astana   | 4:1    | Tobol Qostanai | 3:1      | 1:0       |
| 06.11./11.11.2001 | FK Qairat Almaty | 2:0    | FK Atyrau      | 1:0      | 1:0       |

## Finale
| Paarung          | Schenis Astana – FK Qairat Almaty |
| Ergebnis         | 1:3 (1:1) |
| Datum            | 17. November 2001 |
| Stadion          | Zentralstadion, Almaty |
| Zuschauer        | 10.000 |
| Schiedsrichter   | Alexander Borissow |
| Tore             | 1:0 Juri Aksenow (31.) 1:1 Әli Әlijew (45., Elfmeter) 1:2 Älibek Böleschew (53.) 1:3 Rejepmyrat Agabaýew (73.) |
| Schenis Astana   | Jewgeni Tschinjonow – Maxim Sabelin, Jewgeni Lowtschew, Igor Soloschenko, Arsen Tlechugow – Pawel Jewtejew, Dmitri Warfolomejew, Juri Aksenow, Leo Nelson (75. Sergei Mataganow) – Juri Gura (64. Sergei Neretin), Wladimir Gurtujew (55. Ulyqbek Assanbajew) Cheftrainer: Wladimir Dergasch  |
| FK Qairat Almaty | Ilja Jurow – Jerlan Eleusinow, Goran Dragičević, Konstantin Gorowenko, Dmitri Bjakow – Dmitri Pawlow, Әli Әlijew, Alexander Kragowitsch (8. Wladimir Jakowlew), Sergei Kuzow – Älibek Böleschew (75. Nurken Masbajew), Rejepmyrat Agabaýew (90. Eduard Glasunow) Cheftrainer: Zlatko Krmpotić |
| Gelbe Karten     | Jewgeni Lowtschew, Jewgeni Tschinjonow, Maxim Sabelin – Ilja Jurow, Jerlan Eleusinow |